# Sullivan Stapleton
Sullivan Stapleton (født 14. juni 1977) er en australsk skuespiller.

## Filmografi

### Film
- 300: Rise of an Empire (2014)
- The Hunter (2011)
- Animal Kingdom (2010)
- December Boys (2007)
- Darkness Falls (2003)
- Der er ingen regler (1995)

### Tv-serier
- Blindspot (2015 - nu)